# M/S Nordic Pearl
M/S Nordic Pearl, tidl. Pearl Seaways, Pearl of Scandinavia og oprindelig Athena, er en cruisefærge bygget i 1989 i Turku i Finland. Skibet har siden 2001 sejlet på DFDS' København-Oslo-rute først som Pearl of Scandinavia og siden december 2010 som Pearl Seaways. Skibet samsejler med Crown Seaways og er pt. Danmarks største passagerskib. Fra juni 2020 sejler begge DFDS' Oslobåde via Frederikshavn. Indtil hotellet CABINN Metro i Ørestad åbnede i 2009, var Pearl of Scandinavia med sine 703 kahytter Danmarks største hotel.
Skibet byggedes oprindeligt for Rederi AB Slite til brug for Viking Lines Østersø-trafik og var ved idriftsættelsen verdens største bilfærge. Da rederiet gik konkurs i 1993, solgtes skibet til det malaysiske rederi, Star Cruises, der ombyggede skibet til krydstogtskib med sejladser fra Singapore og siden Hong Kong. I 2001 vendte skibet atter hjem til Skandinavien, da det solgtes til DFDS. Skibet ombyggedes i Hamborg og i Aalborg, inden det i juni 2001 atter sattes i drift som bilfærge.
Nordic Pearl er indrettet med fem restauranter, en natklub, tre indendørs og to udendørs barer, en pub, en vinbar, en Espresso House-café, to swimming pools, fire spabade, 20 konferencerum og et auditorium. I november 2010 udbrød der brand i en ombygget elbil på bildækket. Besætningen om bord slukkede selv branden, og ingen kom noget til. Skibet kunne fortsætte til København for egen kraft.

## Historie

### Viking Line
I slutningen af 1980'erne kæmpede de to rivaliserende rederier, Viking Line og Silja Line, en indædt kamp for at have de største og mest moderne bilfærger mellem Sverige og Finland. I perioden fra 1985 til 1991 leveredes således i alt 11 nybygninger til de to rederier. Perioden prægedes endvidere af en stærk tro på øget vækst i markedet for cruisefærger.
Også indbyrdes i Viking Line rivaliserede de to partnere - det finske SF Line og det svenske Rederi AB Slite. Som følge heraf afgav Rederi AB Slite en ordre på to identiske skibe, M/S Athena, der leveredes i 1989 og M/S Kalypso, der leveredes i 1990.
Ved leveringen var Athena verdens største cruisefærge, og skibet sattes i drift mellem Stockholm og Mariehamn, hvor det erstattede ældre og betydeligt mindre tonnage.
Athena brød markant med hidtidigt færgedesign. I modsætning til de øvrige færger mellem Sverige og Finland var redningsbådene placeret tættere på vandlinjen på et særskilt båddæk indbygget i skibets overbygning. En sådan løsning sås første gang på krydstogtskibet Achille Lauro. De lavtplacerede redningsbåde gjorde det muligt at udnytte de øvre dæk på overbygningen midtskibs i hele skibets bredde, hvilket blandt andet gav plads til et stort konferencecenter øverst i skibet på dæk 11 med udadskråede panoramavinduer.
De markante panoramavinduer fra gulv til loft på de to hoveddæk og på konferencedækket var også en nyskabelse. Det ene af skibets bildæk var ombygget til en "Amusement Park" med spillemaskiner og et diskotek, og dele af bildækket anvendtes som parkeringsplads for passagerer, der havde medbragt egen bil.
Endvidere var broen placeret lavere end på tilsvarende cruisefærger, der typisk havde broen øverst oppe i skibet. Den lave bro og den høje overbygning gjorde angiveligt skibet mere harmonisk i sine proportioner og fik det kompakte skib til at se længere ud.
Bortset fra en brand i en af kahytterne i maj 1989 var Athenas drift i Viking Line-regi uproblematisk. I foråret 1993 sejlede skibet forsøgsvist fra Stockholm til Riga. På samme tid løb rederiet ind i voldsomme økonomiske problemer blandt andet som følge af devalueringen af den svenske krone, der fordyrede nybygningen M/S Europa - den senere M/S Silja Europa. Som følge heraf indgik rederiet konkursbegæring i april 1993. Athena fortsatte driften med Viking Line indtil august 1993, hvor skibet lagdes op i Stockholm med henblik på salg.
Både DFDS og P&O Ferries var interesserede i at købe Athena, men til sidst afgav det malaysiske rederi Star Cruises et tilbud, som de andre ikke kunne matche.

### Star Cruises
I september 1993 omdøbtes Athena til Star Aquarius, omflagedes til Panama og startede sin rejse fra Østersøen til Singapore. Fra oktober til december ombyggedes hun i Sembawang i Singapore i tørdok til krydstogtskib. Interiøret ændredes, og hele bildækket ombyggedes til et stort casino. Det røde Viking Line-skrog maledes mørkeblåt, og den nederste halvdel af skorstenen maledes mørkeblå. Den øverste del af skorstenen forblev rød ligesom i tiden som Viking Line-skib. Viking Lines logo erstattedes dog med en gul stjerne. Under ombygningen ændredes navnet til Langkapuri Star Aquarius, selv om Star Aquarius oftest anvendtes i markedsføringen. I 1994 begyndte skibet at sejle krydstogter fra Singapore. I 1998 ændredes udgangsdestinationen til Hong Kong, og nogenlunde på samme tid maledes skroget hvidt.
Den tidligere bilfærge var imidlertid aldrig særlig praktisk som krydstogtskib, og efterhånden som nye krydstogtskibe leveredes til Star Cruises, sattes Langkapuri Star Aquarius til salg. DFDS købte skibet den 11. januar 2001.

### DFDS Seaways
Skibet vendte hjem til Europa i marts 2001 under det midlertidige navn Aquarius. Mellem april og juni ombyggedes skibet atter til bilfærge - først hos Blohm & Voss i Hamborg - hvor hun fik sit nye navn Pearl of Scandinavia - og dernæst på Aalborg Værft, hvor de fleste ændringer i interiøret udførtes. Under ombygningen tilføjedes sponsoner agter for at øge skibets stabilitet.
Den 26. juni 2001 begav hun sig ud på sin første rejse mellem København, Helsingborg og Oslo.
I januar 2002 ombyggedes skibet atter - denne gang i København - og igen i januar 2005 på Öresundsvarvet i Landskrona. I oktober 2006 besluttede DFDS at droppe anløbet af Helsingborg for at spare omkostningerne til brændstof og lods.
I november 2010 maledes skibet i de nye DFDS-farver med mørkeblåt skrog og skorsten, og hun omdøbtes Pearl Seaways.
Fra juni 2020 er Frederikshavn blevet tilføjet som mellemstop på ruten, så skibet nu sejler København - Frederikshavn - Oslo. Det tilføjede stop i Frederikshavn skyldes bl.a. Stena Line's nedlukning af deres Frederikshavn - Oslo rute.

### Gotlandsbolaget AB
Fra 1. November 2024 overtoges skibene og DFDS' rute mellem Oslo, Frederikshavn og København af det svenske rederi Gotlandsbolaget for 400 mio kr, og dermed overgår både Pearl Seaways og Crown Seaways fra DFDS' flåde til Gotlandsbolaget.
I januar 2025 var Pearl Seaways (herefter Nordic Pearl) igen i Öresundsvarvet i Landskrona, for at skifte både navn og udseende i forbindelse med overtagelsen.

## Uheld
I maj 1989 - da skibet havde været i drift i ca. en måned - udbrød der brand i en af kahytterne.
Den 27. december 2001 i Oslofjorden havde skibet et blackout og var ude af stand til at navigere i en time, inden strømmen genetableredes.
Den 17. november 2010 kl. 06.20 udbrød der brand på bildækket, og røgalarmen gik i gang. Selve redningsopgaven gik efter planen, og de 651 passagerer og besætningsmedlemmer kom intet til.
Branden nedkæmpedes af skibets besætning. Både den svenske redningstjeneste og Søværnet var til stede.
Kl. 08.00 ankom en svensk redningshelikopter, der satte specialmandskab om bord på færgen. Det viste sig senere, at branden skyldtes en defekt i batterikassen på en elbil, der stod til opladning, men den præcise årsag til branden ikke kunne findes. Senere lykkedes det at finde årsagen, som lå i et uoriginalt ladekabel, der var brudt i brand.
Den 20. Oktober 2023 klokken 15.05 var Pearl Seaways som vanligt på vej ud af Københavns Havn dog med en slæbebåd til at hjælpe med stevnen, men nåede aldrig ud af havneindløbet da vinden var for kraftig og fik skubbet skibet ind i modsatte kaj, hvor der kom en skade på skibet. Efterfølgende skulle skaderne repereres, men man valgte alligevel at blive liggende i havnen indtil næste morgen klokken 05.00 af hensyn til passagerene ombord, og for at sikre sig at vinden havde lagt sig tilstrækkeligt, fra klokken 05.00 fik Pearl Seaways afgang fra Københavns Havn endnu engang og lykkedes med at komme ud af havnen 14 timer forsinket, skibet ramte Oslo Havn ved 19.00 tiden samme aften, 9 timer senere end planlagt ankomst.

## Forskellige navne
- 1989–1993: Athena
- 1993: Star Aquarius
- 1993–2001: Langkapuri Star Aquarius
- 2001: Aquarius
- 2001–2011: Pearl of Scandinavia
- 2011–2025 : Pearl Seaways
- 2025 –: Nordic Pearl[2]

## Dækplan
Dæk 12: Udendørsdæk
Dæk 11: Konferenceområde, Commodore De Luxe-Lounge, Commodore De Luxe Suiter
Dæk 10: Standard Kahytter, Commodore Kahytter, Commodore De Luxe Suiter, Udendørs pool og Jacuzzi
Dæk 9: Standard Kahytter
Dæk 8: Columbus Night Club, Navigator Bar, Northern Light Winebar, Explorer's Steakhouse, Little Italy Pizza and Pasta, Blue Riband
Dæk 7: Tax Free Shop, Coffee Crew, Guest Service Center, Seaside seating, Drivers lounge, Commodore De Luxe Suiter, 7Seas.
Dæk 6: Commodore De Luxe Suiter, Standard Kahytter, Kæledyrs Kahytter, Bubble Zone (Legeområde og Pool)
Dæk 5: Standard Kahytter, Handicap Kahytter, Landgang, Besætningsområde
Dæk 4: Øverste Bildæk
Dæk 3: Bildæk
Dæk 2: Besætningsområde
Dæk 1: Besætningsområde